# Rhamphosipyloidea palumensis
Rhamphosipyloidea palumensis – gatunek straszyka z rodziny Diapheromeridae i podrodziny Necrosciinae. Endemit wschodniej Australii. W Czerwonej księdze IUCN umieszczony jako gatunek zagrożony o niedostatecznie rozpoznanym statusie.

## Taksonomia
Gatunek ten po raz pierwszy opisany został w 2007 roku przez Paula Brocka i Jacka Hasenpuscha na łamach „Zootaxa”, na podstawie trzech okazów samic odłowionych w 1967 i 2006 roku. Jako lokalizację typową wskazano Palumę w północnym Queensland, od której to wzięto epitet gatunkowy.

## Morfologia
Straszyk o smukłym ciele długości od 71 do 80 mm. Ubarwienie ma brązowe z ciemniejszym nakrapianiem i jaśniejszymi przepaskami na udach i goleniach. Trochę dłuższa niż szeroka głowa zaopatrzona jest w niewielkich rozmiarów oczy złożone oraz zbudowane z 44 słabo wyodrębnionych członów czułki sięgające ku przodowi poza rozprostowane przednie odnóża. Na głowie występuje wzór z podłużnych czarnych i ciemnobrązowych linii, z których jedna biegnie wzdłuż wierzchu głowy, dwie pary po bokach od oczu, a jedna para przechodzi przez oczy. Oskórek wydłużonego tułowia ma rozproszone, niskie guzki. Śródplecze jest niemal czterokrotnie dłuższe od zaplecza oraz niespełna pięciokrotnie dłuższe od przedplecza, które z kolei jest trochę krótsze od głowy. Skrzydła pierwszej pary są skrócone, prawie ścięte. Skrzydła drugiej pary są białawobrązowe z brązowym nakrapianiem części przedanalnej i sięgają do szczytu trzeciego segmentu odwłoka. Odnóża są długie i cienkie, a ostatnia ich para sięga poza koniec ciała. Pociągły odwłok ma gładki oskórek. Płytka subgenitalna samicy jest przekształcona w zwężające się ku niemal zaokrąglonemu szczytowi operculum. Analny segment przywodzi kształtem na myśl dziób.

## Biologia i ekologia
Owad ten zasiedla lasy deszczowe. Jest fitofagiem żerującym na zaczernicowatych z rodzaju Melastoma.
Składane przez samicę jaja mają wydłużony i wąski kształt. Ich długość wynosi 2,7 mm, szerokość 1,1 mm, a wysokość 1,1 mm. Chorion ich odznacza się silną rzeźbą. Leżąca w dolnej części jaja płytka mikropylowa ma ciemniejszy kolor i szeroką formę.

## Rozprzestrzenienie i zagrożenie
Straszyk ten jest endemitem kontynentalnej Australii. Jego zasięg geograficzny szacowany jest na 4200 km², a właściwy obszar występowania na 100 km². Obejmuje on okolice Palumy w północnej części Queensland.
Międzynarodowa Unia Ochrony Przyrody sklasyfikowała R. palumensis w Czerwonej księdze gatunków zagrożonych jako gatunek o niedostatecznie rozpoznanym statusie (DD). Rozmiary i trend jego populacji są nieznane. Zagrożenie stanowią dla niego pożary buszy, których częstość w Australii stale rośnie w wyniku globalnego ocieplenia. Mogą one zarówno prowadzić do uszczuplenia w populacji, jak i negatywnych zmian w ekosystemie.